# ARCore
ARCore（エーアールコア）は、Googleが開発した拡張現実アプリケーションを構築できるソフトウェア開発キットである。
ARCoreでは、以下の3つの主要な技術を使用して、バーチャルコンテンツをスマートフォンのカメラを通して見える現実世界と合成する。
- 6DoFにより、スマートフォンは相対的な位置関係を判断し、トレースできる。
- 周囲の環境を読み取って、地面やコーヒーテーブルのような水平面の大きさと位置を検出できる。
- 光の推定機能により、現時点の照明状況を推定できる。

ARCoreは、多くのメーカーのスマートフォンに組み込まれている.  。